# Küngös
Küngös là một thị trấn thuộc hạt Veszprém, Hungary. Thị trấn này có diện tích 9,4 km², dân số năm 2010 là 521 người, mật độ 55 người/km².